# 討鬼伝2
『討鬼伝2』（とうきでんツー）は、コーエーテクモゲームスより2016年7月28日にPlayStation 4、PlayStation 3、PlayStation Vitaの3機種で発売されたゲームソフト。Microsoft Windows版では2017年3月22日に配信開始した。
キャッチコピーは「“鬼”討ちは─新たな舞台（オープンワールド）へ」。

## システム

### モノノフの能力
モノノフは装備した武器ごとの固有アクションのほか、鬼を討ち祓うための特別な能力を持っている。この能力はどの武器を装備していても使用することができる。
鬼千切
「モノノフ」が鬼との長き戦いの歴史の中で練り上げた闘法。武器ゲージが最大まで溜まった時のみ、△＋○ボタンを押すことで使用できる。極限まで高めた己の魂の力を込めた一撃を放つ。小型鬼程度であれば瞬時に葬り去る力を持ち、大型鬼の身体部位も一撃で破壊できる。攻撃方法は使用武器により異なる。
鬼祓い
鬼を祓う浄化の力。Rボタンを押し続けることにより使用。光の陣を作り出し、陣の中にある破壊した鬼の身体部位を浄化してこの世から放逐する。身体部位の浄化に成功すると鬼の素材を入手できる他、鬼はその部位を再生することができなくなる。その他、体力がゼロとなった仲間は即時撤退とならず、魂の穢れを鬼祓いを行うことにより浄化し復活させることが可能。これらの能力は複数人が同時に祓えば効果が上がり、達成時間は短縮される。また、小型の鬼や身体部位に対する鬼祓いは中断しても祓った分が蓄積・固定されるが、仲間の浄化は中断すると浄化ゲージが再び減り続ける仕様となっている。
鬼ノ目
真理を見抜く四眼の力。セレクトボタン（PS Vita版は画面タッチでも可能）を押すことで使用できる。使用中は気力を消費し続けるが、鬼の残り体力、表層体力、破壊可能な部位およびその状態、通常時には視認できない地祀石（回復ポイント）や拾得物の確認と獲得、レア素材を持つ特殊な鬼を見つけることなどが可能となる。
鬼ノ手
今作より追加された、博士が開発した“思念を実体化する”装置。巨大な手を実体化させ、鬼以外にも自然物や霊的な存在など、様々なものに干渉することができる。
鬼絡
鬼ノ手で鬼を掴んで素早く飛び掛かかったり、対象物を掴んでその場に素早く移動したりできる技法。
鬼返
鬼の強大な力を鬼ノ手で受け流し、強制的にダウン状態にする闘法。
鬼葬
鬼ノ手を使って鬼の身体部位を完全に破壊する闘法。共闘ゲージが最大までたまった状態のみ使用可能で、鬼の部位を内蔵された生命力もろとも完全に消し去る。ただし、完全破壊できる部位は鬼によって決まっており、すべての部位を完全破壊できる訳ではない。通常の部位破壊とは違い、部位そのものが完全に消えるため、攻撃手段や移動手段が減り弱体化することが多いが、中には新しい動きをするようになることで破壊前よりかえって厄介になるケースもある。
鬼喰
自然を構成する五大属性の元素が集まる「地脈」に干渉し、自然の力を鬼ノ手に取り込む技法。取り込んだ力を敵に向けて放ったり、己の武器に付与したりできる。
鬼潰
鬼ノ手を使って障害物を取り除く技法。
鬼疾風
今作より追加された、モノノフの体術。周囲のハクを脚に纏わせ、高速で移動することができる。

### 武器
モノノフが使用する武器はよろず屋で購入する他、任務で入手した拾得物や鬼の素材を利用して生産・強化される。また任務で使用し続けることにより「馴染み度」という数値が蓄積され、一定値に達すると「鍛練」という素材などを使用しない強化が可能である。
太刀
すべてのバランスがよい、オーソドックスな武器。 敵の攻撃を避けながら攻撃できる「翻身斬」や、力を溜めて衝撃波を放つ「真空斬」などを使い分けることで、多彩な立ち回りができる。その他の技は、刃に気力を込め斬りつけた敵に「刀傷」を刻み（同じ箇所を攻撃し続ければ刀傷は深くなる）、 刻まれた刀傷の数と深さによって納刀した際に追加ダメージを与える「残心」。今作から次の攻撃が強化される「止水」や大きく踏み込み強力な一閃を放つ「虎穴」が追加された。
手甲
攻撃速度は遅いがそれを十分に補うほどの威力を誇る重量武器。「赤熱打撃」は攻撃をヒットさせるとその部位が一定時間「赤熱状態」となり、その部位に与えるダメージを上昇させる効果を持つ。その他の技は、ダメージ軽減と共に吹き飛びを防ぐガード技「不動の構え」や、攻撃がヒットするほど速度が上がっていく連続攻撃「百烈拳」。今作から上方向へに強力な攻撃を放つ「顎砕き」や不動の構えを維持しつつ移動できる「踏み込み」が追加された。
鎖鎌
鎌攻撃と分銅攻撃を併せ持つ武器。近距離用の鎌攻撃、中距離用の分銅攻撃という風に近〜中距離を自在に動き回りながら攻撃を繰り出すことができ、また分銅を射出することで飛びかかり状態になり空中での攻撃も得意とする。その他の技は、分銅射出と共にバックステップする技「飛び退き打ち」。今作から斬属性と砕属性の両方を併せ持つ連続攻撃「鎌鼬」が追加され、また瞬迅印が削除されたことにより常に空中で分銅射出ができるようになった。
弓
遠距離攻撃が得意な武器。溜めるほどに威力が上昇する通常攻撃と、番える回数で性能が三種類に変化する「番え攻撃」を使い分けることで、小型から大型までのあらゆる鬼に幅広く対応することができる。その他の技は、その場にしゃがんで放物線軌道の矢を放つ「印矢」や、ロックオンして狙いをつけた部位に、ホーミングする矢を放つ「呪矢」。今作から飛び退きながら攻撃を放つ「躱し射ち」や弓を調整し一定時間攻撃力を上げる「弦張り」が追加された。
双刀
両手に持った小太刀を操り手数でダメージを稼ぐ武器。素早い攻撃以外にも空中での攻撃手段も持ち合わせているため幅広い立ち回りが可能となっている。その他の技は、双刀を両手に構えたまま走る「疾駆」や、独楽のように回転して周囲を斬り裂く「回天」。今作から疾駆から攻撃しつつ反転できる「斬返」や攻撃を続けながら上昇を続ける「野分」、高度を維持しつつ回避できる「空中回避」が追加された。
槍
中距離戦を得意とし間合いをとって立ち回れる武器。主力となる突き攻撃は、溜めることが可能な上、溜め時間も短いので高威力の攻撃を連続で放つことができる。その他の技は、突進してきた敵を怯ませる突きを放つカウンター技「槍衾」や、高くジャンプしてからの強烈な突きを浴びせる「鷹襲突」。今作からヒットした敵を大きくノックバックさせる「振り回し攻撃」や前進しながら突きを繰り出す「踏み込み突き」が追加された。
金砕棒
重さと長さを活かした攻撃を得意とする重量武器。振りは遅いが、先端で当てると「豪打」となり威力が上昇し、さらに豪打を当て続けることで一定時間「豪腕状態」となり、攻撃速度の上昇と共に溜め時間が短縮される。その他の技は、敵の攻撃を受け止めて弾き返す「発止」や 、各攻撃に3段階の計9段階の溜め攻撃が可能な三連撃「破潰」。今作から前方に移動しながら溜め攻撃を放つ「噴砕」が追加された。
薙刀
『極』より追加された、攻撃範囲と速度に優れた武器。敵の攻撃を受けずに攻撃を当て続けることで一定時間「連舞状態」となり、一度の攻撃で複数の部位にダメージを与えられるようになる。その他の技は、敵の攻撃を受け流す「流転」や、連舞状態だと攻撃速度が上昇する連続攻撃「繚乱」。今作から連舞状態の段階を消費して強力な攻撃を放つ「明星」が追加され、また攻撃を繰り返すことで攻撃速度が上昇したり空中で繚乱が発動可能になった。
銃
遠距離攻撃が得意な武器。銃を構えると、鬼の弱点である「霊脈」を視ることができ、霊脈を撃ち抜くことで威力が上昇する。また、攻撃範囲や威力などが異なる複数の弾種を装填することができるが、装填できる弾種は銃ごとに異なる。その他の技は、弾で撃つことが可能な爆弾を投げる「擲弾」（弾種に応じて異なった効果が発動）や、魂の力を込めた強力な弾を撃ち出す「霊弾射撃」（弾種によって強化される効果は異なる）。今作から直前に撃った弾種を再度次弾に込める「装填射撃」や弾種を後ろに送り次に撃つ弾種を切り替えられる「弾種切り替え」、指定した弾種の弾を一気に込める「一括装填」が追加された。
盾剣
今作より追加された、攻守にバランスの取れた武器。盾を剣として扱える機構を持ち、盾で防御をしながら堅実に戦う「守ノ型」と、盾を剣に変形させ双剣として怒濤の連撃を叩き込む「攻ノ型」という二つの型を切り替えて戦う。盾剣には「鬼気ゲージ」があり、守ノ型でゲージを最大まで溜めた状態で攻の型に切り替えると「鬼気解放」状態となり攻ノ型の攻撃力が一定時間上昇する。
仕込鞭
今作より追加された、変幻自在の立ち回りを得意とする武器。節の部分に刃が仕込まれた鞭を振るう以外に、鞭の先端にある苦無を射出して突き刺さった苦無に向けて飛びかかる「接梁」や、苦無を爆発させたりできる「夜藝」などを使うことで幅広い立ち回りができる。その他の技は、夜藝の爆発を利用して前後に翻身する「旋回」や、前方広範囲に高速で鞭を乱れ打つ「神楽」。

### ミタマ
ミタマとは日本史上に名を残す英雄たちの魂である。モノノフはミタマを武器に宿すことで、戦闘中“タマフリ”という特殊な力を発動させることができる。各ミタマには固有の戦闘スタイルが設定されており、大きく以下の種類に分類される。使用できるタマフリは戦闘スタイルごとに固定であり（1つの戦闘スタイルにつき4種類ずつ）、自身の体力を回復させるタマフリ「治癒」は全スタイル共通で使用できる。タマフリにはそれぞれ1回の任務中の使用回数と使用後のインターバルが設定されており、強力なタマフリほど使用回数が少なく、インターバルが長い。
今作では武器に装着し自身の戦闘スタイルになる通常のタマフリの他に防具に装着する「ニギタマフリ」と鬼ノ手に装着する「アラタマフリ」が新たに追加された。ニギタマフリは特定の条件を満たすことで自動的に発動する特殊能力で装着したスタイルにより効果が変わる。アラタマフリは代償を支払う代わりに強力な攻撃的効果を発揮する特殊能力でこちらも装着したスタイルにより効果が異なる。
【攻】
攻撃を得意とする戦闘スタイル。自身の攻撃力などを上昇させるタマフリを持ち、構え中は気力を急速回復できるようになる。タマフリは攻撃力が上昇する「渾身」や攻撃した敵から体力を吸収する「吸生」、すべての攻撃が会心になる「軍神招来」。ニギタマフリは致命傷を受けると発動し戦闘不能状態にならない「死返」。アラタマフリは発動中は体力の赤ゲージが自然回復しなくなるが属性ダメージが強化される「破軍星光」。
【防】
挑発や被ダメージ緩和など守備・自他の生存に特化した戦闘スタイル。タマフリ構えを行うことでダメージを肩代わりしてくれる「防御ゲージ」を溜めることができる。タマフリは防御力が上昇し敵の注意を引き付ける「挑発」や防御ゲージの最大値が上昇する「堅甲」、すべての攻撃を無効化する「天岩戸」。ニギタマフリは攻撃を受けると発動しダメージを軽減する障壁を出現させる「鋼化」。アラタマフリは自身の防御力を攻撃力に変換する「奉護剣」。
【癒】
自分や仲間の回復を得意とする戦闘スタイル。回復効果を持つタマフリ以外にも、自身の回復効果の上昇および攻撃を当てた味方の状態異常を回復することもできる。タマフリは範囲内にいる味方の気力を徐々に回復させる「武神ノ砦」や範囲内にいる味方の体力を徐々に回復する陣を設置する「女神ノ社」、範囲内にいる味方の体力・気力・状態異常・戦闘不能を回復する「変若水」。ニギタマフリは瀕死状態になると発動し体力を回復する「自然治癒」。アラタマフリは攻撃を当てるたびに体力を消費し消費量に応じた固定ダメージを与える「生刀生弓」。
【隠】
特殊な立ち回りを得意とする戦闘スタイル。設置型のタマフリなどを持ち、背後から敵を攻撃すると会心率が上昇する特性を持つ。タマフリは弾けて針を飛ばす球を発射し針が刺さった部位の耐性値が低下させる「秘針」や自身の気配を消し攻撃が背後からの扱いとなる「隠形」、鬼を一時的に行動不能状態にする陣を設置する「不動金縛」。ニギタマフリは状態異常攻撃を受けると発動しその状態異常を無効化する「薬師」。アラタマフリは発動中は状態異常になりやすくなるが会心が発生しやすくなる猛毒をまき散らす「神便鬼毒」。
【迅】
素早い行動が可能となる戦闘スタイル。あらゆる行動の気力消費が減少する。タマフリは移動速度と気力回復速度が上昇する「韋駄天」やあらゆる攻撃を一度だけ無効化する「空蝉」、攻撃速度が上昇し気力消費量が減少する「科戸ノ風」。ニギタマフリは攻撃後に回避行動をすると発動し回避による気力消費量が減少と攻撃中に回避が可能になる「八咫烏」。アラタマフリは発動中は気力消費量が上昇するが追撃を行う分身を出現させる「残影」。
【魂】
遠距離攻撃を得意とする戦闘スタイル。タマフリ構えの持続時間に応じて「魂ゲージ」が溜まり、それにより最後に武器攻撃を当てた鬼に発動するタマフリによる攻撃の威力が上昇する。タマフリは魂の力を凝縮して撃ち出し狙った部位を追尾する「追駆」や鬼の足下から魂の力を噴出させる「連昇」、鬼体内の魂の力を操り狙った部位を内から爆発させる「破敵ノ法」。ニギタマフリは鬼絡を鬼に当てると発動し鬼の直下に鬼の動きを抑制する陣を設置する「呪禁」。アラタマフリは発動中は生命力が露出した部位以外に与えるダメージが低下するが狙った部位の生命力を露出させる「残影」。
【空】
空間を操り、戦いを補佐する戦闘スタイル。タマフリ構え中は、自身の鬼祓いの陣中にいる味方のタマフリ使用間隔を短縮させることができる。タマフリは前方に瞬間移動する「縮地」や鬼祓いの力を空間に固定する「祓殿」、鬼を引き寄せ鬼に傷を負わせる空間を作り出す「虚空ノ顎」。ニギタマフリは鬼祓いを行うと発動し鬼祓いの効果と範囲が上昇する「大直毘」。アラタマフリは発動中は鬼祓いによる浄化が行えなくなるが一定時間後に大きな爆発を引き起こす空間を作り出す「終ノ種子」。
【賭】
運任せの戦闘スタイル。鬼祓いに成功すると、いずれかのタマフリの使用回数が回復する。タマフリはハズレの場合もあるがいずれかのタマフリが発動する「運否天賦」や出た運勢によって攻撃力と防御力が変化する「おみくじ」、範囲内にいる味方のタマフリ使用回数をいくつか回復する「幸魂」。ニギタマフリは敵を撃破か部位破壊すると発動しタマフリ使用回数・体力と気力・共闘ゲージのいずれかが回復（増加）する「奇魂」。アラタマフリはいずれかのアラタマフリが発動する「天運天恵」。
【献】
味方の支援を得意とする戦闘スタイル。自身の武器ゲージが上昇する際、エリア内の味方にも一定分付与する効果がある。タマフリは範囲内にいる味方の攻撃力と防御力が上昇する「献身」や範囲内の味方が受けるダメージを自身と分散して共有する「命ノ楔」、範囲内の味方が受けるすべての攻撃を無効化するが自身の体力が徐々に減少する「捨身供儀」。ニギタマフリは自身が戦闘不能になると発動し戦闘不能を回復し体力と気力が徐々に回復する「魂呼」。アラタマフリは攻撃速度が上昇し自身が得た共闘ゲージをすべて範囲内の味方に付与する「神懸」。
【壊】
部位破壊に特化した戦闘スタイル。鬼を倒すか部位破壊することで攻撃力が一定時間上昇する。タマフリは表層や部位に対する攻撃力が上昇する「鎧割」や攻撃した部位に鬼祓いの力を付与し部位を破壊と同時に浄化する「断祓」、武器ゲージ増加量が飛躍的に上昇する「布都御魂」。ニギタマフリは特殊技か鬼千切をすると発動し鬼を一瞬ひるませる「発破」。アラタマフリは発動中は武器ゲージが最大でないと体力が徐々に減少するが武器ゲージが徐々に増加し強力な鬼千切を発動できる「天羽々斬」。
【繰】
今作より追加された、繰鬼を具象化し五大属性を付与させて操る戦闘スタイル。鬼祓いに成功すると、繰鬼の具象時間が増加する。タマフリは追随して攻撃を行う繰鬼を具象化する「攻種召喚」や攻撃した鬼の属性耐性値を下げる繰鬼を具象化する「衛種召喚」、鬼の周囲で強力な攻撃をし続ける繰鬼を具象化する「五輪権現」。ニギタマフリは鬼の亡骸か部位を浄化すると発動し自身の身代わりとなる繰鬼を具象化する「形代召喚」。アラタマフリは発動中は五大属性防御力が低下するが与えたダメージに応じて自身の体力と気力を回復させる攻撃を行う操鬼を具象化する「五霊明神」。

### 鬼との戦闘について
主な討伐対象である大型の鬼は驚異的な生命力と再生力を宿しており、通常の状態ではダメージを与えることができなくなっている。大型の鬼にダメージを与えるためには、「マガツヒ」という体の内部に宿す生命力が剥き出しとなった状態にする必要があり、体の一部を「部位破壊」し、剥き出しとなった生命力に攻撃を行うか、一定の攻撃により「表層体力」をゼロにし一時的に全身をマガツヒ化させた状態でなければ、ダメージは与えられない。
破壊した部位は時間経過や特殊攻撃に対する被弾などにより再生してしまうが、鬼祓いによる浄化を行い再生をできなくすれば浄化した部位については常時マガツヒ状態となり、いつでもダメージが与えられるようになる。また、脚部二箇所の破壊によりジャンプ攻撃を行う敵が着地に失敗する、尻尾の破壊で叩きつけ攻撃をしなくなるなど、鬼の動きは部位破壊が反映、抑制される。破壊した部位を祓い常時マガツヒ状態の部位を作る、再生を始めた段階で別部位をさらに破壊し動きを止める、破壊した瞬間から始まる全身マガツヒ状態の鬼を攻撃する、強力な動きを抑制するため一部を重点的に攻めるなど、随時プレイヤーによる選択が行われる。
部位破壊と鬼祓いによる各部位の回収においては、物語を進めるにつれ追加される武器や防具の素材、依頼達成のために必要となる物もあり、全部位を破壊・回収した際の追加報酬なども含め、積極的に部位破壊を狙ってゆくことが攻略の鍵となる。

## 登場キャラクター

### プレイヤーキャラクター
主人公/モノノフ
声 -
オオマガドキで九葉の部下として横浜防衛戦に従軍していたモノノフで、その戦いの際に鬼門に飲み込まれ、記憶喪失となりオオマガドキから10年後のマホロバの里に流れ着く。

### モノノフおよびその関係者
博士（はかせ）
声 - 坂本真綾
武器：銃「禁銃・流離」 ミタマ【繰】平賀源内
年齢：33歳
マホロバの里でカラクリの研究開発をしている博士で、カラクリ人形や鬼ノ手を作り出した。表向きは医者だがれっきとしたモノノフ。2年前に里にやってきてカラクリに関する怪しげな技を使うことから「魔女」と呼ばわりされることもある。滅び去った古代文明の遺跡の発掘調査を進めており、そこに眠っている「世界の真実」を追っている。本名はクラネであり識の娘。数万年前の世界からこの時代にやってきた。文明を滅ぼした科学者が自らの父であること知り血の呪縛に立ち向かう。
時継（ときつぐ）
声 - 山寺宏一
武器：銃「豪銃・時劫」 ミタマ【魂】雑賀孫市
年齢：2歳
マホロバの里のモノノフ。マホロバ戦役で命を落とし、博士の作ったカラクリ人形に魂を封じられている。愛らしい見た目とは裏腹に中身は勇者で、兄貴分として周囲のモノノフを引っ張っていく。
グウェン
声 - 中川翔子
武器：盾剣「竜剣・ネイリング」 ミタマ【壊】ベオウルフ
年齢：23歳
横浜の外国人居留地にやってきたイギリス人の少女。オオマガドキに巻き込まれた後、霊山の特務隊に拾われてモノノフになる。
紅月（べにづき）
声 - 福井裕佳梨
武器：薙刀「霊刀・赫姫」 ミタマ【迅】アマテラス
年齢：28歳
マホロバの里最強との呼び声高いモノノフで、オオマガドキで活躍したイツクサの英雄の一人。温和な人柄で誰からも慕われていたが、カシリに体を蝕まれた西歌をやむなく殺害して以降、影のある表情を見せるようになる。その罪を受け入れ次代のお頭として選ばれた。
焔（ほむら）
武器：仕込鞭「裂鞭・倶利伽羅」 ミタマ【隠】服部半蔵
声 - 宮下栄治
年齢：23歳
孤児である流れ者のモノノフ。盗みを生業に各地を流浪していた最中にマホロバの里で紅月に叩き伏せられ、心ならずも従うようになる。正規の訓練を受けたことは一度もないが、我流ながら仕込鞭を使いこなす。
神無（かむな）
声 - 興津和幸
武器：太刀「神刀・歳殺」 ミタマ【空】永倉新八
年齢：24歳
サムライ部隊随一の剣の腕前を誇る剣士で、果てなき強さを追い求める無敗の実力者。無口で無愛想だが、周囲からの信頼は厚い。とある理由から天狐などの小動物を苦手としている。
椿（つばき）
声 - 遠藤綾
武器：槍「秘槍・真椿」 ミタマ【献】後藤又兵衛
年齢：19歳
マホロバの里のモノノフで、日々鍛錬を怠らない生真面目な努力家。霊山の訓練兵課程を首席で修了した秀才で、上昇志向が強く、モノノフの天辺を目指している。幼いころに母をオオマガドキで失ったことから、逆に奮起するように強い心の持ち主に成長した。

### マホロバの住人
かぐや
声 - 諸星すみれ
年齢：12歳
マホロバの里の神垣ノ巫女。里を守る結界を張ることのできる数少ない能力者の一人であり、周囲からは姫君のように大切に扱われている。しかし本人はそれを窮屈に感じており、「をかしきこと」がないかと日々こっそりと外出している。作家を目指している。
八雲（やくも）
声 - 小野友樹
武器：双刀「護剣・飛雲」 ミタマ【攻】
年齢：28歳
神垣ノ巫女を守る「近衛部隊」の隊長。かぐやに絶対の忠誠を誓っており、彼女を守るためなら矢面に立つこともいとわない。名家の出身であり、自尊心が非常に強く、そのために他者に対して傲慢に振る舞うこともある。
久音（くおん）
声 - 佐藤美由希
年齢：22歳
マホロバの里の祭祀堂の巫女。朗らかな性格で、誰に対しても分け隔てなく接する。趣味と実益を兼ねて小料理屋を営んでおり、鬼を食材とした料理を里人に振る舞っている。なお、鬼の料理は常人が食せば腹を下すが、強靭なモノノフが食せば不思議な力が湧いてくるという。
刀也（とうや）
声 - 茂木たかまさ
武器：太刀「破刀・士魂」 ミタマ【防】
年齢：34歳
外様のサムライたちを束ねる「サムライ部隊」の隊長。各地を流浪しながら外様の人々をまとめあげ、強力な武力集団を生み出した志士。その根底には革命思想があり、外様の人々を隷属的な立場から解放することを目指している。八雲とは犬猿の仲である。
真鶴（まなづる）
声 - 後藤沙緒里
武器：弓「穿弓・鶴唳」 ミタマ【癒】
年齢：26歳
サムライ部隊の副長で、神無の姉。規律を重んじるその姿勢から、新選組の土方歳三にあやかって「鬼の副長」と呼ばれている。非常に厳しい理性的な人物だが、可愛い小動物には目がない。
雷蔵（らいぞう）
声 - 小山剛志
武器：手甲「壊拳・神立」 ミタマ【賭】
年齢：41歳
モノノフを取り締まる部隊「禁軍」の指揮官の一人。嫌われ者である役職に就きながら、誇りを失わずに淡々と職務に励み、無言の内に部下たちを鼓舞している。融通が利かず不器用な性格だが、信義に厚い。
識（しき）
声 - 大塚芳忠
年齢：53歳
霊山の軍師。来歴不明の謎の人物だが、霊山中枢に強い影響力を持ち、禁軍を動かしてマホロバの里にやってくる。その目的はトキワノオロチの開放。超古代文明の時代の科学者であった彼は戦争で家族を失ったことで絶望しトキワノオロチを利用して歴史を破壊しようとする。
主計（かずえ）
声 - 上田燿司
椿の父で、モノノフの事務官。物資の補給から任務の受付まで、本部の業務全般を統括している。里で対立する鬼内と外様の間に立って両者を仲介しようとしており、心労も絶えない。
西歌（さいか）
マホロバの里の前のお頭で、2年前のマホロバ戦役の際にカシリにより鬼にされたあと討伐されている。その後2年の間お頭は空席で軋轢の原因になっている。雷蔵、時継の三人で「西の三羽烏」と呼ばれていた。

### ウタカタの住人
九葉（くよう）
声 - 増谷康紀
年齢：50歳
霊山を守る精鋭「百鬼隊」を指揮する軍師。軍略の天才だが非情な現実主義者で、かつてオオマガドキの戦いを指揮し、多くの犠牲を払ったことから「血塗れの鬼」と呼ばれる。お頭選儀の見届人としてマホロバの里を訪れる。
初穂（はつほ）
声 - 野中藍
武器：鎖鎌「秘刃・稲荷」 ミタマ【迅】
年齢：17歳
ウタカタの里の最年少のモノノフ。ウタカタの里出身。見聞を広めるためにウタカタを離れ、九葉・相馬と行動している。十七歳で九葉の軍師付き武官となっているが、実力を認められずやきもきしている。
相馬（そうま）
声 - 緑川光
武器：金砕棒「破鎚・生月」 ミタマ【壊】
年齢：34歳
百鬼隊の参番隊隊長を任されるモノノフで、オオマガドキで戦ったイツクサの英雄の一人。九葉の軍師付き武官として、九葉・初穂と共にマホロバの里を訪れる。

### その他
天狐（てんこ）
マホロバの里に生息する狐に似た不思議な生き物。非常に賢く、人語を解する。主人公の指示した領域に赴いて素材を集めてきてくれる。素材集め以外にも、おやつをあげて声や体の色を変化させたり、装束やミタマを装備させたりすることが可能。なお、マホロバの里の規則では天狐に乱暴を働くことは禁じられている。

## 鬼
“鬼”とは、この世とは異なる世界から現れる異形の存在である。人や生物の魂を喰らって、己の生命力に変えて活動する。魂を喰らい続けた大型の“鬼”になると、失った身体部位を再生するほどの驚異的な生命力を宿す。

### 小型鬼
異界を徘徊する小型の鬼たち。中型、大型の鬼に比べると生命力は低いため、通常の攻撃で生命力を削り討伐可能。より多くの魂を喰らうことで「不浄」「黄泉」といった上位種へ強化される。中には鬼の目でしか見られない「朧」と名の付く変異種が存在する。
ガキ（餓鬼）
鋭い爪と突き出た腹を持つ小型の鬼。異界の至る所で見かけられる。常に群れで行動し、人間を見つけると一斉に襲い掛かってくる。瘴気を取り込み力と俊敏性が向上した不浄型と、多くの魂を喰らい知能が増した黄泉型が存在する。
オニビ（鬼火）
燃え盛る炎に包まれて宙を漂う鬼。普段はあまり動かず、周囲を伺う様子を取ることから、物見のような役割を担っていると考えられる。異界の最奥に潜む希少な朧型が存在する。
ササガニ（細蟹）
蜘蛛に似た姿の小型の鬼。局所的に大発生することがある。猛毒を吐き出すため、新米モノノフにとっては注意を要する相手となる。毒が睡眠効果のある神経毒になった不浄型が存在する。
オンモラキ（陰摩羅鬼）
大きな耳で羽ばたき、飛行する小型の鬼。距離を取れば雷球を吐き出し、近づけば鞭のような尻尾で攻撃する。氷の息を吐く不浄型と、落雷攻撃をする黄泉型が存在する。
ドリュウ（土竜）
地中に潜む鬼。音や振動で獲物の接近を感知し、突如、足元から襲い掛かる。普段は地中の魂を喰らうが、異界化が進む領域では、積極的に地上の生物に襲い掛かる。氷の力を手に入れた不浄型が存在する。
ノヅチ（野槌）
長大な体を持つ鬼。人に興味を示さず、異界をのんびり徘徊している。時折、地面を咀嚼し、正体不明の物質を吐き出しているが、これは世を異界に作り変える行為とされる。異界の最奥に潜む希少な朧型が存在し見ると幸せになれるという噂が流れている。
キンキ（金鬼）
金属質の皮膚を持つ鬼。脚部を持たず、腕で這うように移動する。そのため、動きは遅いものの、腕部が極端に発達している。大きな右腕から繰り出される一撃は、強固な鎧をも打ち砕くほどの威力を持つ。氷の力を手に入れた不浄型が存在する。
ナキサワ（鳴沢）
蝦蟇（がま）に似た姿を持つ鬼。鈍重そうな外見に似合わず攻撃的で、人間を見かけると襲いかかってくる。猛毒の霧を吐き出し、獲物の動きを鈍らせてから、棘のある舌で絡めとる。炎の力を手に入れた不浄型が存在する。
モノイワ（物岩）
亀のような姿をした鬼。水辺を好んで徘徊している。甲羅は岩石のように強固で、あらゆる攻撃を跳ね返す。腹甲は比較的柔らかいので、転倒させたうえで攻撃を加えるのがよい。炎の力を手に入れた不浄型が存在する。
ヌエ（鵺）
猿の頭、虎の胴体、蛇の尾を持つ鬼。小型鬼の中でも上位の種類とされている。動きが素早いうえに、鋭い牙と爪を駆使した、強力な攻撃を持つ。経験の浅いモノノフにとって脅威となる存在。雷の力を手に入れた黄泉型が存在する。
ワイラ
赤い甲殻に覆われた、巨大な鉤爪を持つ鬼。地面を滑るように動き、火炎の息を吐き出す。獰猛な性質で、人間を見ると襲い掛かってくる。小型の鬼でも上位の種類とされている。「新米狩り」と呼ばれるほど経験の浅いモノノフの犠牲者が多い。雷の力を手に入れた黄泉型が存在する。
マフウ（魔風）
つむじ風と共に現れる、翼を持った鬼。小型と分類される鬼の中で、最上位の種類と目される。知能が高く、力も強い。空を舞いながら、巧みに間合いを取り、モノノフを翻弄する。雷の力を手に入れた黄泉型が存在する。

### 中型鬼
前作には無かった新しいカテゴリーの鬼。小型より生命力があり、大型同様に表層体力を削って生命力をむき出しにしないと倒せない。
ヒダル
長い腕と巨大な腹を持つ鬼。多くの魂を喰らい年を経たガキだとされている。腹鼓によってガキを操る。
ダラシ
ヒダルの変異種。炎の力を身に宿し溶岩地帯に生息する。その腹鼓はガキを操るだけでなく炎の力を纏わせることができる。
グヒン（狗賓）
大きく裂けた口と扇のような尾を持つ犬のような姿の中型の鬼。風と雷を操り、広範囲に強力な攻撃を繰り出す。
マカミ（真神）
天の力を宿したグヒンの変異種。白く輝く姿は神々しくさえあり、犬神の名で呼ばれている。
ムクロマネキ（骸招）
堅固な外殻を持つ、蟹に似た姿の鬼。他の生物や鬼の亡骸を招き寄せ、自らの外殻を再生する能力を持っている。また、その身には強力な毒を宿している。
カバネヒキ（屍引）
ムクロマネキの変異種。水氷の力を宿すにもかかわらず砂漠に住むという、変わった習性を持っている。強力な水の噴射攻撃を持つ。

### 大型鬼
強大な力を持つ大型の鬼。膨大な生命力に加え、再生能力も持つ。体力が半減したり、特定の部位が破壊されることでタマハミと呼ばれる状態に変化し、姿勢や行動パターンが変化する。各鬼にはより多くの魂を喰らうことや外的要因などが加わったことにより、さらに強力な力を持った変異種と呼ばれる上位の存在がいる。
ミフチ（深淵）
蜘蛛のような身体と獅子のような頭を持つ大型の鬼。民間において牛鬼と呼ばれ恐れられる存在と同一のものと考えられている。鎌状の鋭い鉤爪は、幾多の獲物の血で濡れている。大型鬼の中では最もポピュラーな種であり、このミフチを討つことが、一人前のモノノフの証となる。完全破壊可能な部位は両方の鉤爪で破壊後は爪を使った攻撃ができなくなる。タマハミ時は脚も破壊可能になり破壊すると動くことができなくなり大幅に弱体化する。
マフチ（真淵）
ミフチの変異種。真なる淵から現れ出る鬼。外殻は純白。爪はより巨大になり、血に染まったように赤い。
カゼキリ（風切）
四足獣のような姿をした大型の鬼。風を切って疾駆する姿から、この名が付けられた。俊敏な動きから繰り出される一撃によって多くのモノノフが命を落としている。力で小型の鬼を使役しており、モノノフたちが疲弊したところを狙うなど、「狩り」と呼べる知能的な行動を取る。
アマキリ（天切）
カゼキリの変異種。天すら切り裂く刃を持つ鬼。タマハミ時に現れる長大な刃は天属性の力を宿している。
クエヤマ（崩山）
山のごとき体躯を誇る大型の鬼。知能が高く、だまし討ちをするなど、狡猾な行動が報告されている。一方で、圧倒的な巨体から放たれる攻撃は、脅威の一言。突進や跳躍攻撃は、まともに受ければ、骨まで砕かれる。タマハミ時には、突き出た腹が裂けて内部の口が露呈する。この姿に嫌悪と恐怖を煽られる者が続出している。
ワダツミ（海神）
クエヤマの変異種。水氷の力を身に宿しており、その一撃は霧氷を生み出す。タマハミ時には、突き出た腹が裂けて内部の口が露呈する。この姿に悪夢を見せさせられる者が続出している。
ヒノマガトリ（火凶鳥）
四つの羽を持ち、空を自由に舞う大型の鬼。炎の力を身に宿し、灼熱の吐息で獲物を焼き焦がす。異界の領域を飛び越えて飛来することがあり、突然の襲撃を受けて滅びた村もある。
アメノカガトリ（天輝鳥）
ヒノマガトリの変異種。風雷の力を身に宿しており、紫電を放って敵を焦がす。鮮黄色の翼はみなぎる雷に輝き神々しくさえ見える。
ミズチメ（水蛇女）
女性のような姿をした大型の鬼。脚部が蛇のような形状をしていることから、この名がついた。知能が高く、呪術に長けており、水氷の力を自在に操る他、相手を眠らせる攻撃や、脚部の蛇を使った攻撃を仕掛けてくる。奇病「夢患い」の原因とされる。眠りに落ちたまま目が覚めないという症状の者が出た際は、周辺「領域」でのミズチメ捜索を推奨する。
カガチメ（巨蛇女）
ミズチメの変異種。呪術に長け、風雷を自在に操る。「かがち」の名は、巨蛇（かがち）のこととも、風霊（かざち）のこととも言われる。
ゴウエンマ（業焔魔）
獄炎をまとった大型の鬼。圧倒的な体躯に、すさまじい力を宿している。下位の鬼を支配して、組織的な行動を取らせる。ゴウエンマの存在を許せば、鬼の勢力が拡大し、やがてオオマガドキが発生する。発見次第、必ず討伐すべき鬼である。
ダイテンマ（大天魔）
ゴウエンマの変異種とみられるが詳細は不明。雷を纏う蒼黒の身体には、恐ろしいほどの力が満ちている。ただ魂を喰らうだけでは、これほどの力は身に付かないはずで、なにか別の要因があると推測されている。
オンジュボウ（怨樹坊）
しなやかな体躯を持った大型“鬼”。山林に潜むことが多く、その身に異界の毒を持つ植物を寄生させている。敏捷で身軽、知的能力が高く、モノノフたちの意表を突いた攻撃を仕掛けてくる。
ショウケツジュ（焦血樹）
オンジュボウの変異種。すさまじいまでの熱量を体内に宿し、その身に触れたものは、体液を沸騰させられ、身のうちから焼き焦がされるという。その身に熱を生み出すを持つ植物を寄生させている。
オノゴロ（自凝）
岩塊のような姿をした鬼。見た目の通りに、圧倒的な臀力と防御力、属性耐性を誇る。北に現れた新たな鬼の一種であり、目撃報告が多い鬼でもある。北の鬼たちの主力をなす存在であると考えられている。完全破壊可能な部位は脚で破壊することで歩けなくなるが、その代わりに転がって移動するようになる。
アヤナシ（理無）
オノゴロの変異種。一年半前に北の地に現れた新種の鬼のうちの一体。計り知れない防御力を持つことから、この世の理の枠外にあるという意味の名がつけられた。中つ国の西側では、まだ目撃例が少ない。
イテナミ（凍波）
美しい女性肩の上半身と、蛇身体の下半身んを持った大大型鬼。水氷の力を宿しており、水や氷を身体の組成に利用している。武の領域に生息し、鋭い爪や蛇体は、氷上での活動のために組成されたものと考えられる。タマハミ時には蛇体が行動を司ることから、女性体は一種の擬態のようなものを推測できる。
ヨモツイラツメ（黄泉郎女）
美しい、蛇身の鬼女。その体色と、標的を瞬く間に死に追いやる戦闘能力から、地の底の黄色い泉。すなわち「黄泉」の名で呼ばれる。大地の力を宿した、イテナミの変異種とみられる。
ゴズコンゴウ（牛頭金剛）
牛頭人身の大型鬼。立派な角を持っていることから大将格の上位種とみられる。古い文献には記録がなく、一年半前に東の里ではじめて目撃されている。強大な炎熱の力を持ち、他の鬼を統率することから、ゴウエンマに近い存在と目されている。
メズコンゴウ（馬頭金剛）
馬頭人身の大型鬼。巨大な体躯と棍棒を武器に使うことから、ゴズコンゴウの変異種と考えられる。現在のところ、他の鬼を統率する行動は報告されていないものの、ゴズコンゴウと同様、またはそれ以上の力を持っているとされている。危険な存在であることは間違いない。
アンクウバッコ（闇空跋扈）
巨大な翼膜を持った鬼。暗がりに潜み、音もなく滑空してモノノフに襲いかかる。文献に登場する回数は少ないが、鬼との大戦の記録には時折、その名が見える。大将格の鬼に近似する、親衛隊のような役目を持っていると考えられている。
テンキュウバッコ（天穹跋扈）
音もなく蒼穹を飛び回る鬼。アンクウバッコの変異種と目されている。巨大な翼膜は本来、長距離、長時間の飛行には不向きだが、テンキュウバッコは天の力を使って、それを可能にしている。里の安全のためにも、隠密性に優れた飛行鬼の存在は看過できない。
コガネムジナ（黄金狢）
黄金の鱗に覆われた鬼。地下鉱脈に好んで出現、移動するため、希少な金属や宝石を身中に蔵していることが多い。十年前のオオマガドキ以前には多く見かけられたが、欲に目がくらんだモノノフに乱獲されたため、今では希少な存在となっている。
オヌホウコ（隠這蠱）
硬い外殻と巨大な爪を持つ、蟲のような姿の大型“鬼”。森林に潜んで、通りかかる得物を襲う姿がよく見られる。苔むしした岩のような体色は、森に溶け込むための保護色であろう。里近くの「安」の領域に潜むため新米モノノフに犠牲者が多いが、落ち着いて当たれば、新米でも対処可能な相手である。
フシミヅハ（伏水走）
青白い外殻を持つ蟲型の鬼。水氷の力を身に宿している。武の領域での目撃例があり、森林から迷い出たオヌホウコが、氷原の瘴気にさらされた結果、変異した姿と考えられている。
ダイバタチ（大刃断）
しなやかでたくましい四肢を持つ、獣型の大型“鬼”。鋭く研ぎ澄まされた刃のごとき大尾が特徴で、最も警戒すべき部位でもある。その尾は巨大な刃となっており、敵対するものすべてを切り裂く。オオマガドキの降りは、サキモリ砦への侵攻の先陣をきり、砦の守備兵の多くがその爪牙の犠牲となっている。タマハミ状態になると、尻尾と4本の脚がすべて強化して再生される。タマハミ後の尻尾はカマイタチのようなものを纏っている。
アマツミツツカ（天津光束）
巨大な翼膜を持った女性型の鬼。滑るように空中を移動し、天の力を集めて強力な攻撃を放つ。高い知性を持つことでも知られ、領域を越えて飛来したアマツミツツカに滅ぼされた里も数多い。タマハミ状態になると、羽に雷を帯びたようになって両翼が再生する。タマハミ後は、天属性の、雷の弾を飛ばすような攻撃を多用してくるようになる。
ナルハヤテ（鳴疾風）
天雷を纏った女性型の鬼。数多の魂を喰らって力をつけてアマツミツツカの変異種。風の力を操ることから、アマツミツツカよりも飛行能力に優れると考えられている。各地の里が危険にさらされる可能性があるため、霊山からも討伐を求める通達がもたらされている。
センザンオウ（千山王）
四本の腕を持つ、威厳あふれる大型“鬼”。強大な力を持つことで知られ、数多のモノノフを打ち倒してきた逸話を持ち、畏怖を込めて「王」の名で呼ばれている。 腕に覚えのある者にとっては、名を上げるために格好の相手。以前より「戦」の領域の最奥に生息することが知られていた。功に逸る若きモノノフが何人も挑んだが、その全員が返り討ちに遭っている。
ウシヲキナ（潮大魚）
沼沢に潜む、鯰に似た姿の大型“鬼”。巨大な牙を持ち、泥土を割って地中を自在に泳ぎまわる。その体は抜群の伸縮性を具え、驚異的な伸張を見せるという。尻鰭が敏感な感覚器官であり、地中から微細な振動を感知し、獲物の存在を知るらしい。また、その体は抜群の伸縮性を備え、タマハミ時には驚異的な伸張を見せるという。
アケハワニ（朱牙和邇）
赤く燃える大牙を備えた、ナマズのような姿の鬼。古の領域で、燃えたぎる溶岩を悠々と泳ぎ回る姿が目撃されている。ウシヲキナの変異種と見て間違いないが、かの鬼とは正反対の属性を持っている。その生態を探ることは、鬼の変異過程の研究に多いに役立つことだろう。
カシリ（呪詛）
紅い鱗に覆われた、翼持つ大型“鬼”。その爪や吐息には、人間を“鬼”に変えてしまう恐ろしい呪毒が含まれていると言われ、その名の由来となっている。かつてマホロバの里の長・西歌を鬼に変え、紅月に討たせるという悲劇を引き起こした。マホロバの里のモノノフにとって仇的とも言える存在である。
トコイ（呪宣）
強大な風雷の呪力を身に宿す、禍々しい鬼。カシリの変異種。強風と濃密な瘴気を好み、安の領域の根の国によく潜む。里仁隣接する領域に、これほどの力を持った鬼が存在することは危険極まりなく、即時の討伐が求められる。
ハクメンソウズ（白面僧都）
大猿のような姿をした鬼。狡猾なことで知られ、別名を「賢老鬼」という。年を経るごとに知恵を増すと言われ、その赤毛を素材に鍛えられた武具は、使い手に知恵をもたらすとされる。そのため、困難と知りながら、あえて討伐に挑むモノノフが後を絶たない。
ビャクエン（白炎）
遠い異国より飛来した鬼。西の国々に伝説に語られる「ドラゴン」に酷似した姿をしているという。グウェンが祖父より受け継いだ竜剣・ネイリングと因縁がある。博士の推測によれば、剣は超古代の技術で作られた召喚器であり、ビャクエンはその時代の人々に何らかの目的で呼び出された存在であるという。
コクロウ（黒瀧）
極冷の凍気を纏う漆黒の鬼。今対戦の後、マホロバの里周辺で見かけられるようになった。ビャクエンによく似た姿から、異国より飛来した鬼と考えられる。中つ国に現れた経緯は不明。竜剣・ネイリングに呼ばれたか、ビャクエンの討伐がきっかけになったとされるが、推測の域を出ない。
シンラゴウ（森羅睺）
強靭な体躯とすさまじい豪腕を持つ大型の“鬼”。十年前のオオマガドキの際、“鬼”たちの先頭に立って、世界を蹂躙する姿が目撃されている。その名は日食を起こす凶星「羅睺」に由来し、すべてを飲み込むものの意味を持つ。
トキワノオロチ（時輪大蛇）
マホロバの里の近辺に封印されていた超古の鬼。時を渡り、改変する力を持ち、ただ一体で繁栄の絶頂にあった古代文明を滅ぼしたという。日本の神話に語られるヤマタノオロチをはじめ、世界中の神話に見られる「災厄をもたらす蛇」は、トキワノオロチを指すのではないかと考えられている。
テンリンカイジャ（転輪界蛇）
金色に輝く鱗を持つ、多頭蛇の姿をした鬼。数多の時間軸を流れ渡り、人知を超えた力を蓄えてきたトキワノオロチの姿であると考えられている。超古代の文明に起きた悲劇を繰り返さぬためにも、「モノノフ」の総力を結集して討ち果たすべき存在である。
バンケイト（万計都）
強力な力を持つ白銀の鬼。上位の存在と目されている。その姿と行動はシンラゴウに酷似するため、さらなる力を得た変異種と見て間違いない。凶星・羅睺（ラゴウ）の対となる「計都」の名が与えられ、万物をのみ込むもの、と恐れられている。放置すれば、シンラゴウ以上の災厄をもたらすことは疑いなく、発見し次第の討伐を求める。
ヤトノヌシ（夜刀主）
蛇に似た身体に四本の腕を持つ、上位鬼。圧倒的な腕力と絶大な呪力を誇る。また知能が高く、タマフリに似た能力を使いこなす。東の里からの報告によると、自らが発する濃密な瘴気を周囲に振り撒き、「瘴気の巣」と呼ばれる危険地帯を作り出すことがあるらしい。
オカミヌシ（淤加美主）
カゼヌイ（風縫）
アマモ（天裳）
オラビ（叫）
オメキ（喚）
ウロカバネ（虚屍）
ツキカヅキ（土潜）
ホムラカヅキ（炎潜）
トコヨノオウ（常世王）

## 作中用語
鬼ノ府（モノノフ）
千年以上の昔から、歴史の影に跋扈する異形の敵“鬼”を討伐してきた組織およびそこに所属する戦士たちの通り名。
組織全体の長として、「霊山君」と呼ばれる神垣ノ巫女が存在し、各里のお頭たちによる会議で方針が決まる。
“鬼”を討つ鬼、金眼四ツ目
モノノフが自らを象徴して使う呼び名。追儺の儀式で悪鬼を追い払う役目を持った方相氏が金眼四ツ目の鬼であったことによる。モノノフの文様の由来にもなっている。
ムスヒの君
モノノフの始祖、伝説の千年前の英雄。元々、鬼を払う一族の出身で金眼と特別な力を持つことから鬼と恐れられ幽閉されていたところを救出されて以降、数々の伝説を残していくことになった。
オオマガドキ/大禍時
十年前の鬼神暦1000年に起きた鬼の大量発生事件。七日七晩に渡る戦いの末にモノノフにより一旦は鎮圧される。
この事件によって日本のほとんどが異界に飲まれ壊滅状態に陥り、その結果モノノフは人の世を守り治める存在として、やがて人々から広く認識されるようになっていった。
ミタマ
日本史における英雄たちの魂。そのほとんどが鬼たちに「喰われ」囚われてしまっている。鬼に解放された後は、祭祀堂に祀られている。
通常、モノノフが宿せるミタマは一人につき一つだけだが、主人公は複数のミタマを宿すことができる。また、ミタマを宿す者と絆を結ぶことにより、ミタマを分かち合う『分霊』と呼ばれる現象も存在する。
中つ国
現在、日本に残っている人類の勢力圏。鬼ノ府の本拠地である霊山を中心に、複数のモノノフの里から成り立つ。ひとつひとつの里には独立した統治権限があり、複数の里による連合国体制をとっている。
本来モノノフがいる里や霊山は人が住むような場所ではないのだが、上記の通りオオマガドキで日本の大半が壊滅してしまっているため、現在はモノノフ以外の一般人も多く住んでいる。
霊山
各モノノフの里を統括する組織であり、地名。「霊山君」と呼ばれる神垣ノ巫女が組織の長を務める。神垣ノ巫女の養成機関もここに存在しており、精鋭中の精鋭のモノノフを要する百鬼隊が霊山の守護を行っている。
神垣ノ巫女
各モノノフの里に1人だけ存在する巫女。鬼の侵入や瘴気を防ぐため里に結界を張る、ミタマから残留思念を読むなどモノノフとは違う能力を有している。その能力は命を削るものであり、巫女は短命の者が多い。巫女が霊山から各里へ赴く際に護衛を担当する近衛（このえ）という役職があり、シラヌイの巫女の近衛は凛音が、橘花の近衛は桜花が務めていた。
霊山君
「モノノフ」の長たる存在。神垣ノ巫女の中でも一番優れた者がなる。
百鬼隊
霊山直属のモノノフ部隊。一番隊から七番隊までの小隊で構成されており、それぞれの隊に14 - 15人程度の隊士が所属している。三番隊は八年前のオオマガドキの際に相馬を残して全滅し、『極』の時には再編途中だった。
禊場
マホロバに存在する施設。体を清めることで、一時的にスキルを得ることができる。
男と女で使用する時間帯が異なる（青い看板の時は男、赤い看板の時は女が使用可能）が、異性の使用時間に入ることも可能。相手が異性の場合、はじめのうちは追い出される（この場合、禊ぎの効果は得られない）が、仲良くなると二人で清めることができるようになる。その場合、一緒に清めたキャラクターに応じて特殊なスキルがつく。
彷徨者（ほうこうしゃ）
鬼門に飲み込まれるなど、何らかの理由で現在の姿のまま、未来の時間に飛ばされた人間を指す言葉。前作の初穂・ホロウ、今作の主人公などがこれに該当する。彷徨者とは今作での名称であり、前作では「時の迷い子」などと呼ばれている。
陰陽方
鬼ノ府とは別に存在する組織。秋水はこの組織の所属でもある。「長老」と呼ばれる存在が複数存在し、組織の構成員は秋水曰く、「この世界のはぐれ者」で構成されているとのこと。
元はモノノフに属する組織であり、本来は“鬼”のことを調べる組織であったが、人の道に外れた実験に手を染めたということで60年前にモノノフを追放され、以来敵対関係にある。創始者たちは過去の時代からの漂流物や歴史に一度も存在したことのない「この世ならざるモノ」の研究を続けるうちに、あらゆる時間への移動が可能ではないかと考え、それが組織の目的となっている。
8年前のオオマガドキで壊滅したと思われていたが、秋水の言から、組織そのものはまだ現存していると思われ、物語の背後で暗躍する。
ウタカタの里
前作の舞台である里。東における鬼との戦いの最前線に位置する要衝である。
マホロバの里
今作の舞台となり、横浜から飛ばされてきた主人公の拠点となるモノノフの里。西における鬼との戦いの最前線に位置する要衝である。
2年前の戦いで里のお頭が死亡し、現在は神垣ノ巫女、かぐやが里を仕切っている。お頭が亡くなってからは、鬼内の人間と外様の人間との確執が表面化しつつある。
鬼内（きない）
オオマガドキ以前から、モノノフの里で暮らす者たち。異能の力を持つがゆえに忌避されてきたため、外様との確執は深い。
外様（とざま）
オオマガドキ以前はモノノフの里の外で暮らしていた者たち。オオマガドキ以後は多くの地が異界に沈んだことでモノノフの里に保護されるようになったが、鬼内との確執故に、あまり待遇は良くない。
鬼神暦（きじんれき）
今作で明らかになった劇中における暦（こよみ）、鬼神暦1000年は明治時代に相当する。
横浜防衛戦（よこはまぼうえいせん）
オオマガドキ発生後、最初に行われた鬼との戦い。九葉率いる特務隊が横浜の地に防衛線を築き、シンラゴウが率いる鬼の群れの南下を阻止するべく戦った。今作の主人公はこの時の特務隊の一員でもある。
激闘の末特務隊はほぼ全員が死亡し、横浜は異界の地に沈んだが、この戦いで鬼の侵攻を一時的に鈍らせ、霊山の本体の到着する時間を稼ぐことができた。
念話官
大規模な作戦に配備され、軍師につけられることもある女性文官。念話によって各隊の連携を行い、千里眼による索敵を行う。結界能力が基準に満たず神垣ノ巫女になれなかった女性のうち、千里眼や念話は長けている者が念話官になる。

### 異界の領域
オオマガドキと鬼の影響によって時間と空間が歪んだ場所。鬼の勢力圏であり、モノノフと鬼の主な戦場。鬼が食らったミタマの影響で歴史的な場所や建造物が歪んだ形で出現している。
マホロバ丘陵地
マホロバの里の外に広がる丘陵地帯。瘴気の影響がなく一般人も出歩けるが、鬼の侵入は頻繁にあり危険でもある。
安の領域
江戸時代の特徴を持つ森に覆われた領域。遺跡が乱立する平原の先には桜と巨木の森があり花街のような建造物が森に侵食されている。
武の領域
鎌倉・室町時代の特徴を持つ氷に覆われた領域。滝の上には厳島神社がある。
戦の領域
戦国時代の特徴を持つ領域。広大な合戦場を抜けた先の上空には安土城が浮かんでいる。
雅の領域
奈良・平安時代の特徴を持つ領域。平城京を象った地形ではあるが毒沼に覆われている。
乱の領域
幕末の特徴を持つ領域。広大な砂漠に軍艦が沈んでおり、北部には五稜郭が鎮座している。
古の領域
古代の特徴を持つ領域。最奥にはかつては神々が集った出雲のものと思われる、禍々しい気を放つ社が聳え立っている。